# В'язичин
В'язичин (біл. вёска Вязичин) — село в складі Березинського району Мінської області, Білорусь. Село підпорядковане Березинській сільській раді, розташоване в східній частині області.